# GThumb
gThumb 是一个GNOME桌面环境下的开源图像浏览器，遵循GPL版权协议。原先基于GQView，设计成为一个简洁的界面。

## 特性
通过gPhoto，它也能从数码相机中获取数据。
它包含许多基本的图像编辑特性，如旋转，缩放，裁剪，图像增强过滤（如颜色，亮度，对比度调整）.
gThumb也包含一些重要的特性，如拷贝，移动，删除，复制图像，打印，放大，格式转换，批量重命名。